# Parentucellia viscosa
Parentucellia viscosa là loài thực vật có hoa thuộc họ Cỏ chổi. Loài này được (L.) Caruel mô tả khoa học đầu tiên năm 1885.

## Hình ảnh

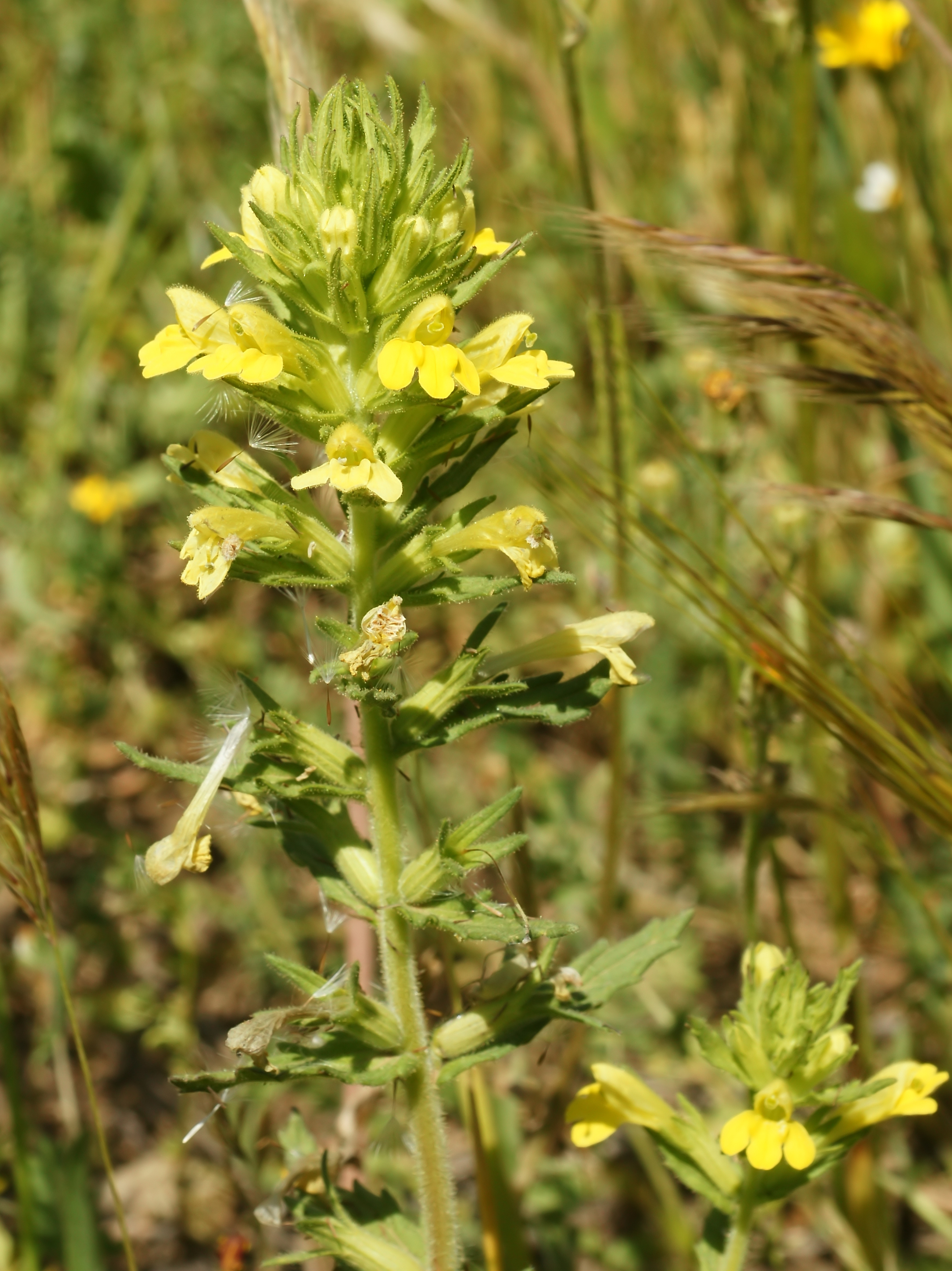
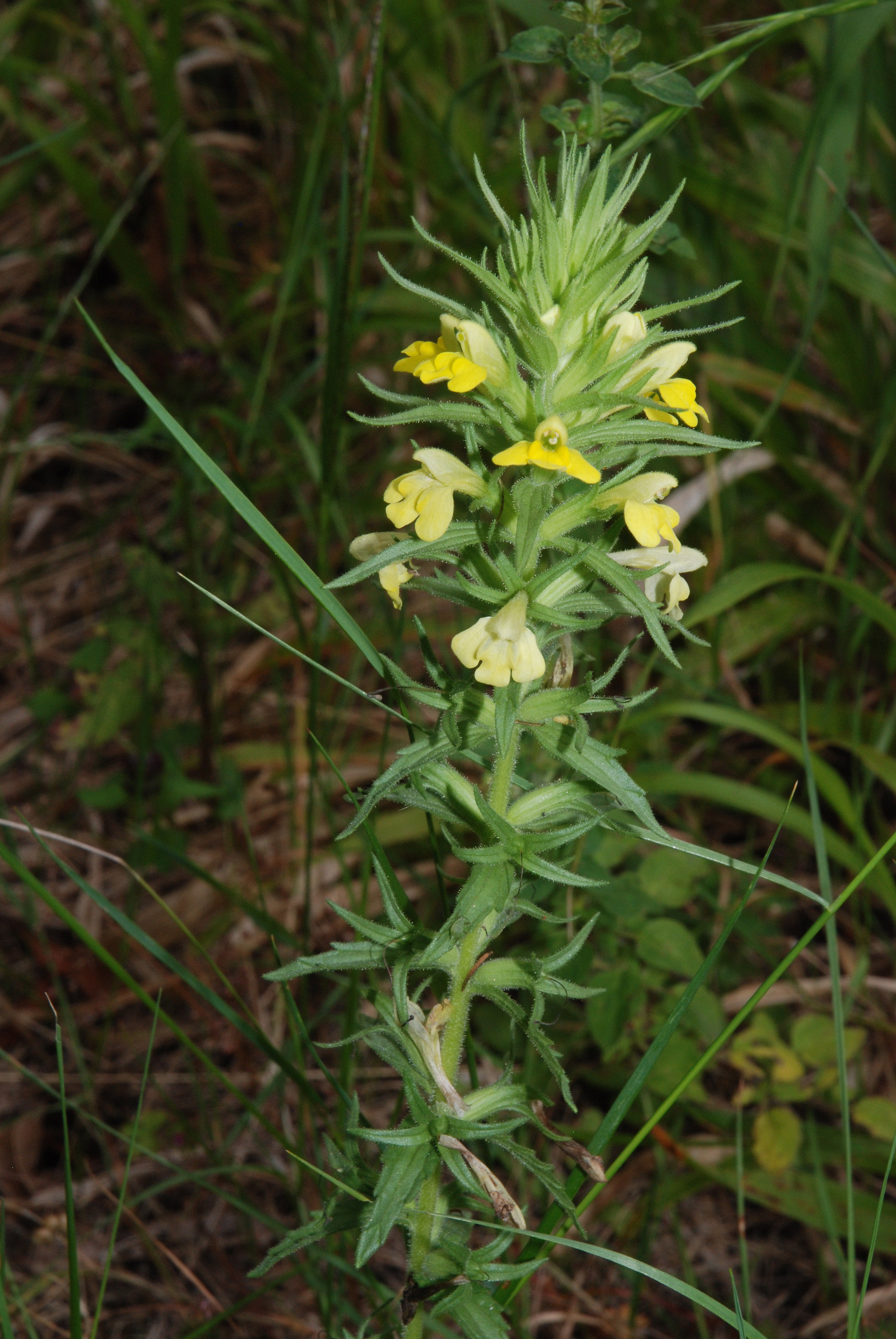
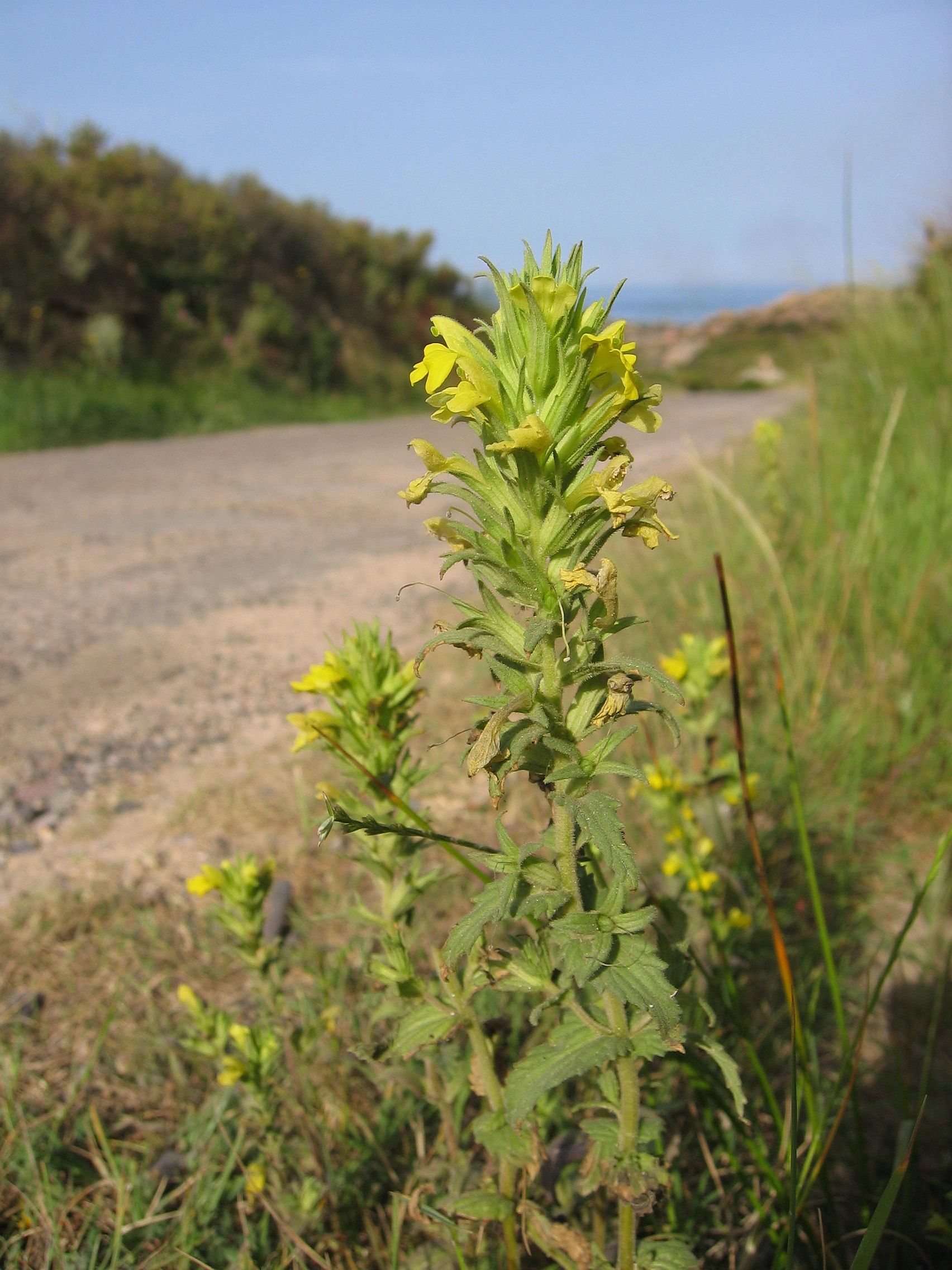
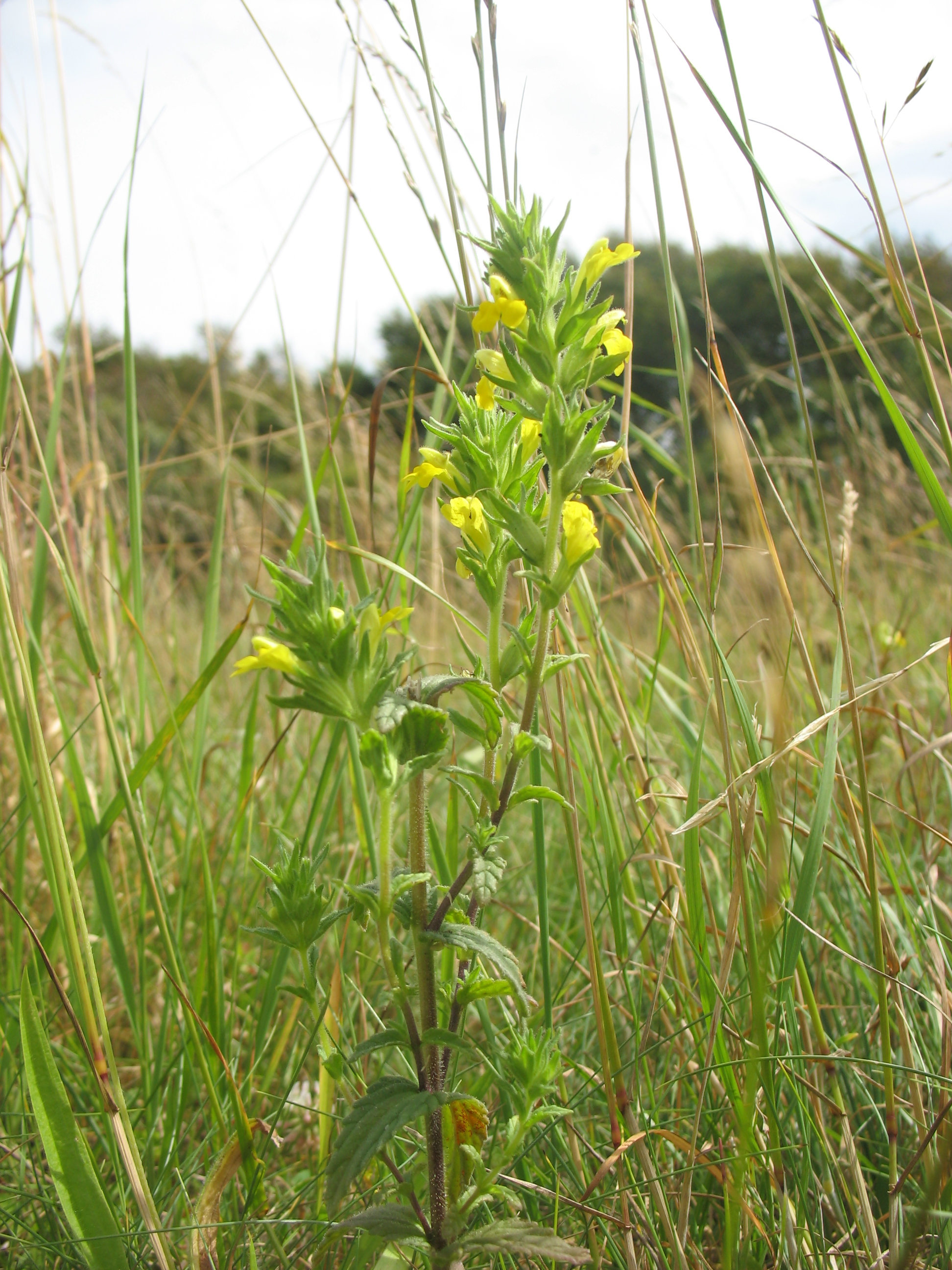